# Манини, Луиджи
Луиджи Пьетро Манини, граф Фаганья (Крема, Ломбардия, Австрийская империя, 8 марта 1848 г. – Брешия, 29 июня 1936 г.) – итальянский сценограф, архитектор, художник. Он прибыл в Лиссабон в 1879 году, где жил пока не вернулся в Италию в 1913 году. Манини был автором некоторых из самых ярких архитектурных проектов Португалии; некоторые из его самых известных работ включают:
- Отель «Бусаку» (порт. Palácio Hotel do Buçaco)
- Ки́нта да Регале́йра (порт. Quinta da Regaleira — имение Регалейра)[1]   В Португалии он станет мастером декорации этой страны.

## Ранняя жизнь
Он родился в Креме, Ломбардия, Италия, и посещал школу мастера Антонио Полгати, где учился до 1861 года под руководством профессора Фердиандо Кассина в Милане и Брешии. Он также посещал Академию изящных искусств в Брере (Милан) и в 1874 году работал ассистентом у выдающегося сценографа Карло Феррарио, профессора сценографии в Ла Скала. Затем Манини переехал в Португалию, чтобы работать в театре Сан-Карлос в 1879 году. Он жил в Португалии до 1913 года, когда вернулся в Италию, где умер в Брешии в 1936 году.

## Карьера
Ещё живя в Италии, он работал в своем родном городе, где украшал церкви Вайано Кремаско и Заппелло. Он проявил замечательные навыки в темперировании и реставрации фресок церкви Сан-Бернардино. Он также работал над украшением виллы Страмецци (Москаццано).
Благодаря покровительству богатого графа Фарробо Опера Сан-Карлоса вновь открылась в январе 1834 года после окончания либеральных войн. С момента открытия до 1879 года постоянным художником-декоратором был Джузеппе Чинатти (Сиена, 1808 г.), но после его смерти пришлось нанять нового художника. Благодаря опыту работы Манини в театре «Ла Скала», он был выбран сценографом вместо Джинатти. В то время Португалии не хватало технического и художественного опыта, который Луиджи Манини привнес из своего опыта в Италии.
Манини быстро доминировал на рынке после своего предшественника Чинатти и, сотрудничая с Рамбуа, стал новым мастером португальской сценографии. Он не только получил признание критиков как сценограф, но и считался художником-новатором. В его картинах сильное влияние оказали лирические театральные темы. В контексте португальской сценографии Манини оставил важное наследие своего дизайна не только в Театре Сан-Карлос, но и в Театре Дона Мария II (последний был открыт в 1846 году Алмейдой Гарреттом).
Когда в 1888 году Манини исполнилось 40 лет, Эмидио Наваррото пригласил его спроектировать дворец в горном массиве Бусако, который должен был использоваться в качестве охотничьего домика для королевской семьи. Архитектурное видение Манини заключалось в романтическом неороманском стиле, дизайн которого находился в упадке с 1878 года. Манини, однако, не обращая внимания на новые возникающие эстетические течения, придерживался своего задуманного дизайна и построил дворец Бусако. Это, в свою очередь, открыло возможности для работы для других венецианских художников, таких как Норте Хуниор и Никола Бигалья, выполнявшие декоративные картины, а также скульптор Х. Мачадо. Среди других художников, внесших свой вклад в строительство дворца, были местные мастера из Свободной школы изящных искусств Коимбры.
В 1894 году Манини работал над декорированием театра Сан-Луис, который был открыт в том же году, а в 1895 году работал над декором Военного музея. Оба являются хорошими примерами его националистических идей, сочетающих элементы мануэлино. Манини также расписал лестничный проход во дворце Фос и украсил португальский павильон на Всемирной выставке в Париже в 1900 году аллегорическим экраном, изображающим открытия и путешествия Педру Альвареша Кабрала, сцены Фернана де Магальяйнса и Корте Реала.
В конце XIX века празднование величия португальских открытий достигло апогея. Благодаря таким событиям, как празднование Камерона в 1880 году и событиям в 1898 году, посвященным невероятному путешествию Васко да Гамы в Индию, стиль мануэлино никогда не был более распространенным. Эта культурная среда стала идеальной питательной средой для одного из самых впечатляющих архитектурных произведений Манини: Кинта да Регалейра (Синтра). Поместье было приобретено в начале XX века миллионером Антонио Аугусто Карвалью Монтейру (также известным как «Миллионер Монтейру»). Влюбленный в работы Камоэнса, Монтейру поручил Манини спроектировать дворец, стоящий сегодня в Кинта-да-Регалейра, что дало начало фантастическим мануэлинским фантазиям Манини. Город Синтра не был новичком в этой эстетике: Королевский дворец мог похвастаться оригинальными и уникальными элементами Мануэлино. В этот период возрождения влияние мануэлино оставило свой след и в других окружающих дворцах в этом районе, в том числе в Паласио-да-Пена, который был работой барона Эшвеге (художника, который также работал во Дворце Бусако и помогал в строительстве дворца Регалейра). Оба дворца были построены из камня, который был отправлен по железной дороге в Синтру из каменоломни Педра-де-Ансан, расположенной в окрестностях Коимбры.
Другие проекты, в которых участвовал Манини, включают Торре-де-Сан-Себастьян, дворец, в котором в настоящее время находится библиотека-музей Кондеса де Кастро Гимарайнша в Кашкайше. Манини также участвовал в более мелких художественных проектах, в том числе в декорациях, выполненных в театре Гарсия де Резенде (в Эворе), театре Са де Миранда (в Виана-ду-Каштелу) и театре Д. Марии Пиа, муниципальном театре Бальтазара Диаса. В 1913 году Манини вернулся в Италию, заработав состояние в Португалии, где прожил до своей смерти в Брешии в возрасте 88 лет 29 июня 1936 года. Он был похоронен в Кремоне, в фамильной часовне. В библиотеке Кремоны до сих пор хранятся многие из его рисунков.
Другие работы Манини в Португалии включают декорации к операм «Аида», «Гуарани», «Лоэнгрин», «Мефистолес» и «Отелло», Театр Фуншала, Зимний сад в Театре Сан-Жуан.

## Личная жизнь
Его жена Тереза была сестрой художника Анджело Баккетты, а их дочь Эбе вышла замуж за сына Баккетты, Азелио.